# Kepler-22b
Kepler-22b é um exoplaneta que orbita uma estrela Classe-G Kepler-22. Está localizado cerca de 620 anos-luz da Terra na constelação de Cygnus. Foi descoberto pela sonda espacial Kepler, da NASA em 2011 e foi o primeiro planeta em trânsito conhecido a orbitar dentro da zona habitável de uma estrela semelhante ao nosso Sol.

## Descoberta e observação
O primeiro trânsito do planeta em frente da sua estrela hospedeira foi observada no terceiro dia de operações científicas do Kepler, em 12 de maio de 2009. O terceiro trânsito foi detectado em 15 de dezembro de 2010. Dados adicionais de confirmação foram fornecidos pelo Telescópio espacial Spitzer e de observações terrestres. Em 5 de dezembro de 2011, a confirmação da existência de Kepler-22b foi anunciada.

## Órbita
Os únicos parâmetros da órbita do planeta que estão atualmente disponíveis são o seu período, que é de cerca de 290 dias, e sua inclinação, que é de aproximadamente 90°, de modo que ele transita o disco de sua estrela, visto da Terra.
Não há informações disponíveis sobre a forma da órbita do planeta. Muitos exoplanetas são conhecidos por se moverem em órbitas altamente elípticas. É conhecido apenas que sua distância orbital média fica dentro da zona habitável da sua estrela hospedeira. Se Kepler-22b tiver uma órbita muito alongada, possivelmente permanece uma pequena fração de seu período orbital dentro dessa zona habitável, o que causaria diferenças extremas de temperatura no planeta, tornando-o inóspito.
A fim de obter informações sobre a forma da órbita do planeta, outros métodos de detecção de planetas, tais como o método de velocidade radial, podem ser usados. Embora tais métodos tenham sido empregados no planeta depois da sua descoberta, eles ainda não detectaram a excentricidade orbital do planeta, sendo disponível apenas um limite superior para a massa do planeta por março de 2012.

## Características físicas
O raio de Kepler-22b é cerca de 2.4 vezes o raio da Terra. Sua massa e composição da superfície permanecem desconhecidos, com apenas algumas estimativas muito grosseiras foram estabelecidas: tem menos de 124 massas terrestres no limite de confiança de 3-sigma, e menos de 36 massas terrestres na confiança 1-sigma. O modelo adotado de Kipping et al. (2013) não detecta de forma confiável a massa (o valor mais adequado é apenas ligeiramente maior do que a barra de erro de 1-sigma), embora a massa seja inferior a 52.8 massas terrestres e 95% de confiança.
Kepler-22b pode ser um planeta oceânico. Também poderia ser rico em água como GJ 1214 b embora Kepler-22b, ao contrário de GJ 1214 b, esteja na zona habitável. Uma composição semelhante à Terra está descartada a incerteza, pelo menos, 1-sigma por meio de medições de velocidade radial do sistema. Assim, é provável que tenha uma composição mais volátil e rica com um escudo exterior de líquido ou gasoso; isso tornaria semelhante ao Kepler-11f, o menor planeta gasoso conhecido.
"Se é principalmente oceano com um pequeno núcleo rochoso", Natalie Batalha, uma das cientistas do projeto, especulou, "não é além do reino da possibilidade de que a vida poderia existir em tal oceano". Esta possibilidade de vida tem estimulado o SETI a realizar pesquisas sobre os melhores candidatos com relação à inteligência extraterrestre.

### Clima e habitabilidade
A distância média de Kepler-22b da sua estrela Kepler-22 é de cerca de 15% menor do que a distância da Terra ao Sol, mas a luminosidade (emissão de luz) de Kepler-22 é de cerca de 25% menor do que a do Sol. Esta combinação de uma distância média mais curta a partir da estrela e uma luminosidade estelar inferior são consistentes com uma temperatura de superfície moderada a que distância se presume-se que a superfície não é sujeita a aquecimento com efeito estufa extremo.
Se Kepler-22b se mover em uma órbita altamente elíptica, sua temperatura de superfície irá variar, perto de Kepler-22 a diminuir quando mais longe. Se a órbita é realmente altamente elíptica, então a variação da temperatura será extrema.
Os cientistas podem estimar as possíveis condições da superfície da seguinte forma:
- Na ausência de uma atmosfera, a sua temperatura de equilíbrio (assumindo um albedo como a Terra) seria de aproximadamente -11°C.[10]
- Se a atmosfera fornece um efeito de estufa similar em magnitude ao da Terra, que teria uma temperatura média de superfície de 22°C.[14]
- Se a atmosfera tem um efeito de estufa semelhante em magnitude à Vênus, teria uma temperatura média de superfície de 460°C.

| Comparações de temperatura       | Vênus               | Kepler-22b           | Terra                | Marte                 |
| Temperatura de equilíbrio global | 307 K 34 °C 93 °F   | 262 K −11 °C 11.9 °F | 255 K −18 °C −0.4 °F | 206 K −67 °C −88.6 °F |
| + Efeito de GEE de Vênus         | 737 K 464 °C 867 °F | 733 K 460 °C 860 °F  |                      |                       |
| + Efeito de GEE da Terra         |                     | 295 K 22 °C 71.6 °F  | 288 K 15 °C 59 °F    |                       |
| + Efeito de GEE de Marte         |                     |                      |                      | 210 K −63 °C −81 °F   |
| Rotação sincronizada             | Quase               | Improvável           | Não                  | Não                   |
| Albedo de Bond                   | 0.9                 | Desconhecido         | 0.29                 | 0.25                  |
| Refs.                            |                     |                      |                      |                       |

Estimativas recentes sugerem que Kepler-22b tem mais de 95% de probabilidade de estar localizado na zona habitável definido pelos recentes limites de Vênus e Marte (com base em estimativas de quando estes planetas podem ter apoiado condições de habitabilidade), mas possui menos de 5% de chance de estar localizado na zona habitável conservadora estimada a partir de um modelo radiativo-convecção livre de nuvens.